# Capriccio (pictură)

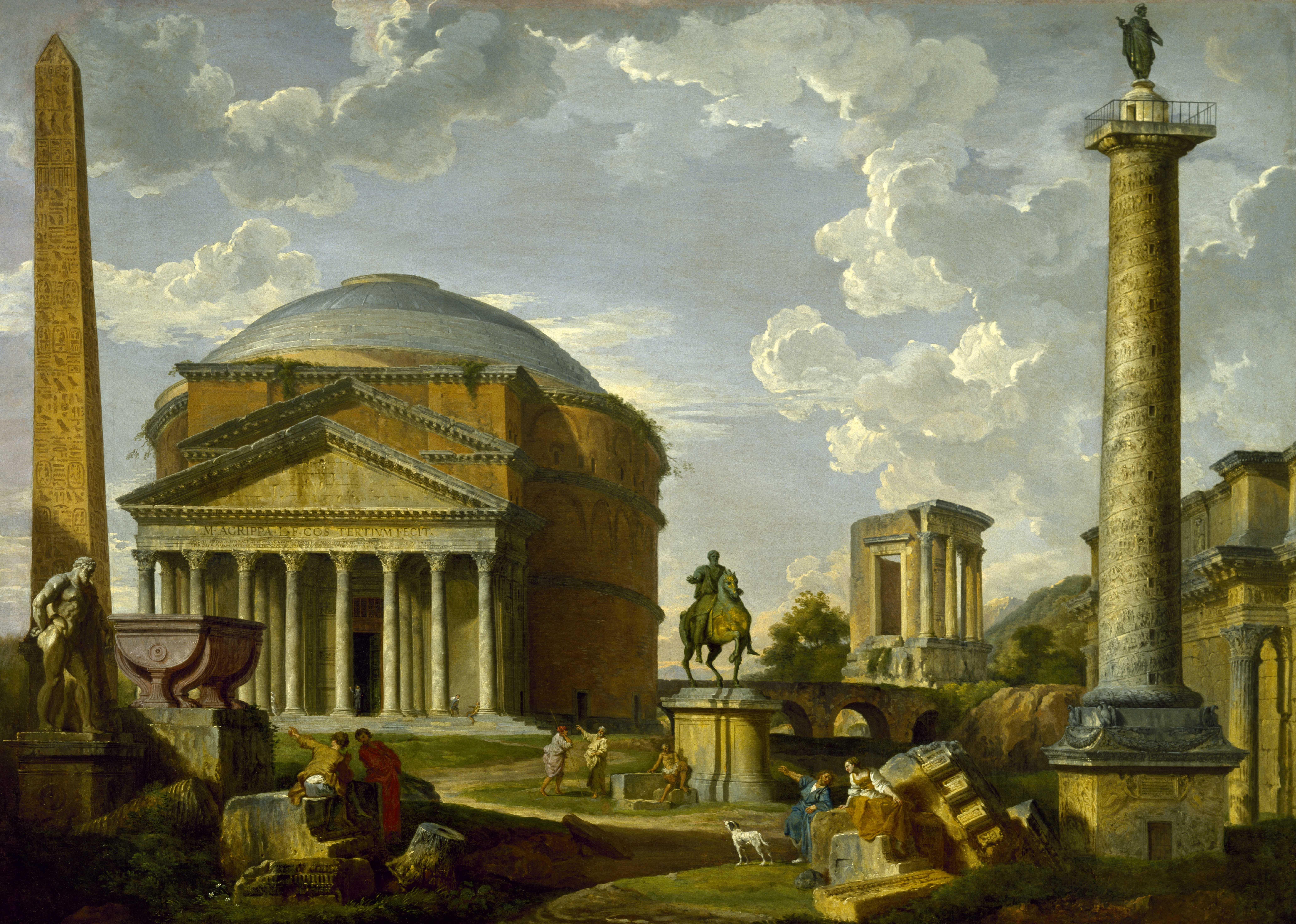
Vedere fantastică cu Panteonul și alte monumente ale Romei Antice, 1737, de

În pictură, un capriccio este o fantezie arhitecturală, care pune laolaltă clădiri, ruine arheologice și alte elemente arhitecturale în combinații fictive și adesea fantastice. Aceste picturi pot include și subiecte secundare (persoane). Capriccio se încadrează în termenul mai general de pictură peisagistică. Acest stil de pictură a fost introdus în timpul Renașterii și a continuat în perioada barocă.

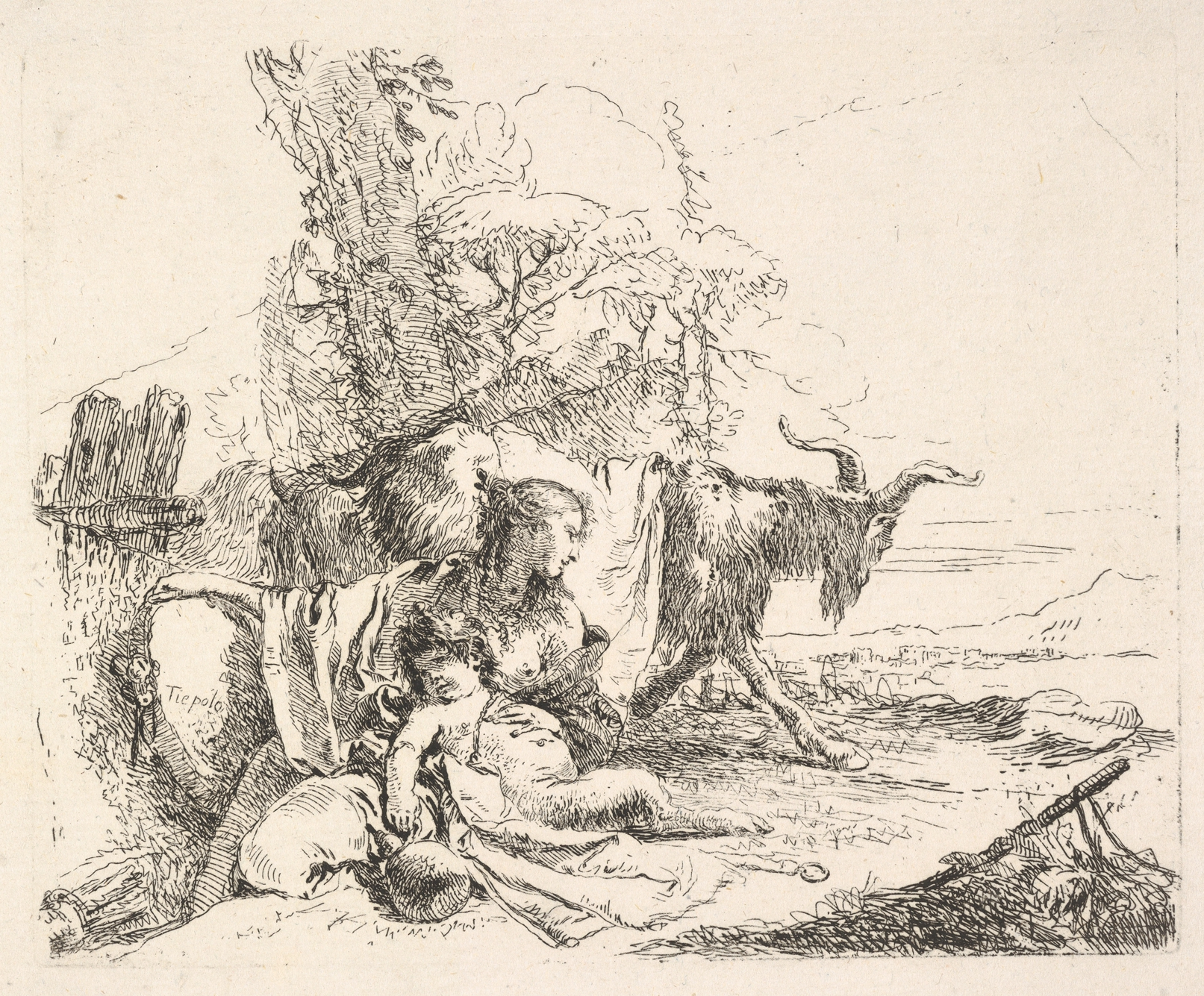
Femeie și prunc satir într-un peisaj, din seria de gravuri „Capricci” de Giovanni Batista Tiepolo

Până la sfârșitul secolului al XVIII-lea, termenul s-a extins pentru a desemna orice imagine cu un grad echivalent de fantezie, de exemplu, așa cum este folosit în titlurile seriilor de tipărituri de Giovanni Battista Tiepolo și Goya, ambii concentrându-se mai degrabă pe figuri decât pe arhitectură.
Termenul este folosit și pentru alte tipuri de artă cu un element de fantezie (precum capriccio în muzică).

## Stilul capriccio
Există mai multe etimologii care au fost propuse pentru capriccio, dintre care una este derivată din cuvântul italian capretto, care se traduce aproximativ prin mișcarea și comportamentul imprevizibil al unei capre tinere. Această etimologie sugerează că stilul de artă este imprevizibil și la fel de deschis pe cât îl poate face imaginația.

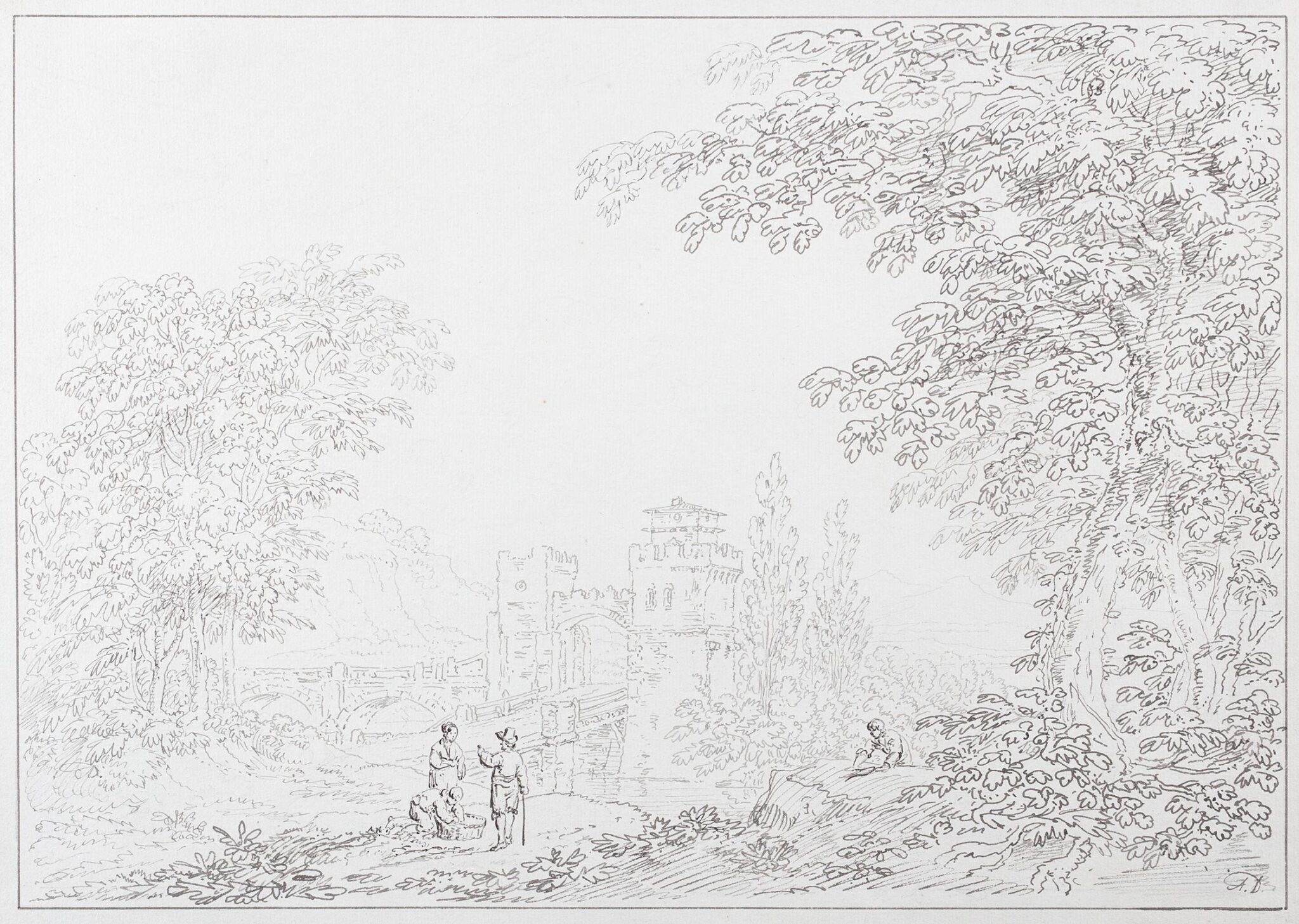
, Un Capriccio italian. în stilou și cerneală

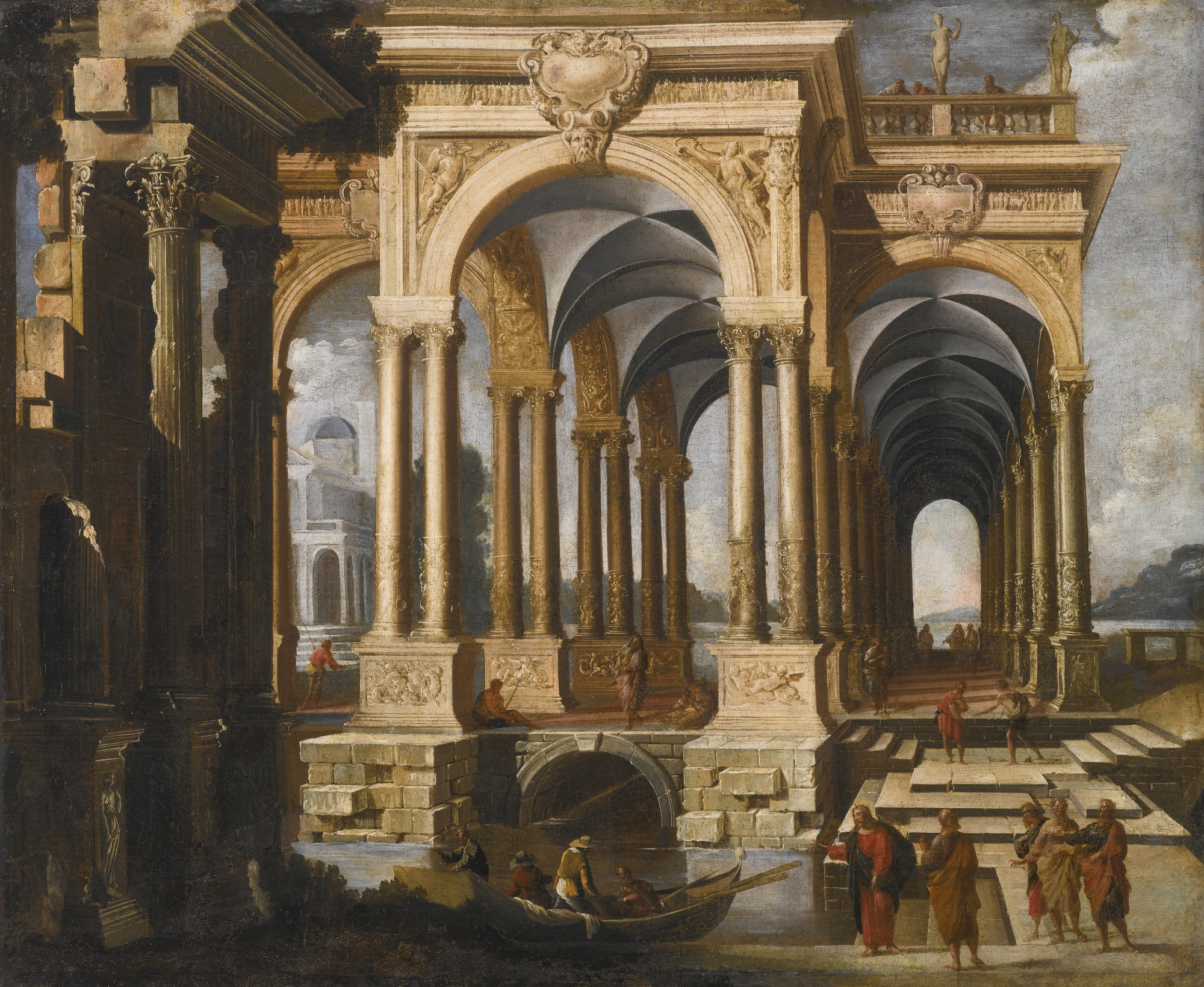
Capriccio arhitectural cu Hristos și discipoli atribuit lui, secolul al XVII-lea

În secolul al XVII-lea, Filippo Baldinucci⁠(d) a definit capriccio-ul ca o interpretare onirica a subiectului unei opere care provine dintr-o imaginație liberă. Lucrările de tip capriccio înconjoară adesea arhitectura care a fost schimbată cu piese ale unei viziuni care a luat în considerare libertatea artistică. Capriccio preia adesea structurile existente și le plasează în decoruri și caracteristici reimaginate. Picturile pot fi orice, de la reimaginarea unei clădiri în viitor ca ruină, până la plasarea unei structuri într-un cadru complet diferit de cel în care există în realitate. Subiectele picturilor capriccio nu pot fi luate ca o reprezentare exactă din cauza naturii fantastice a genului.
Arhitectul David Mayernik citează patru teme care se regăsesc în capricci:
1. Juxtapunerea subiectului în moduri necunoscute
2. Imaginarea unor stări diferite ale subiectului, cum ar fi o clădire în viitor care a fost ruinată sau uzată de timp
3. Schimbarea dimensiunii și scării subiectului
4. Luarea de libertăți în a modifica unele reprezentări ale orașelor, fântânilor etc.

Atunci când artiștii erau însărcinați să creeze o pictură a unei piese arhitecturale, ei nu erau neapărat preocupați de reprezentarea exactă a unei clădiri. Mai degrabă, ei puteau fi mai liberi în ceea ce privește interpretarea și licența artistică, ceea ce le-a permis artiștilor să adauge decorațiuni sau alte caracteristici arhitecturale la discreția lor. Această libertate artistică în capriccio permite transformarea continuă a unei clădiri, de ajutor fiind și faptul că arhitectura este, în general compusă din linii puternice, atât orizontale, cât și verticale, care pot fi analoge cu alte lucrări arhitecturale, făcând posibilă preluarea unor părți din alte lucrări arhitecturale și adaptarea lor la noua viziune artistică a unei anumite clădiri care era recreată sub formă de capriccio. Unii artiști au luat elemente care nu au aparținut inspirației originale, cum ar fi oameni, animale sau plante și le-au încorporat în lucrare. În domeniul capriccio, o pictură a unei clădiri nu este o înregistrare sau istorie, ci este o operă de artă înainte de orice.
Pe măsură ce picturile capriccio au fost recreate de diferiți artiști, forma originală a subiectului a putut să se îndepărteze de realitate. Acest lucru a permis artiștilor să-și ia libertatea în redările arhitecturale. Capriccio este considerat a fi o formă de artă care face apel la estetica privitorului, luându-și libertatea cu extravaganța care, în cele din urmă, s-a transformat în artă ce a fost intenționat fantastică în ceea ce privește piesa arhitecturală originală.

## Istorie
Predecesorul acestui tip de pictură arhitecturală decorativă poate fi găsit în pictura italiană din secolul al XVI-lea și, în special, în decorurile arhitecturale care au fost pictate ca structură a frescelor de mari dimensiuni și a decorațiunilor de tavan cunoscute sub numele de „quadratture”. Aceste elemente arhitecturale au câștigat importanță în pictura din secolul al XVII-lea, devenind subiecte de sine stătătoare ale picturilor de șevalet.

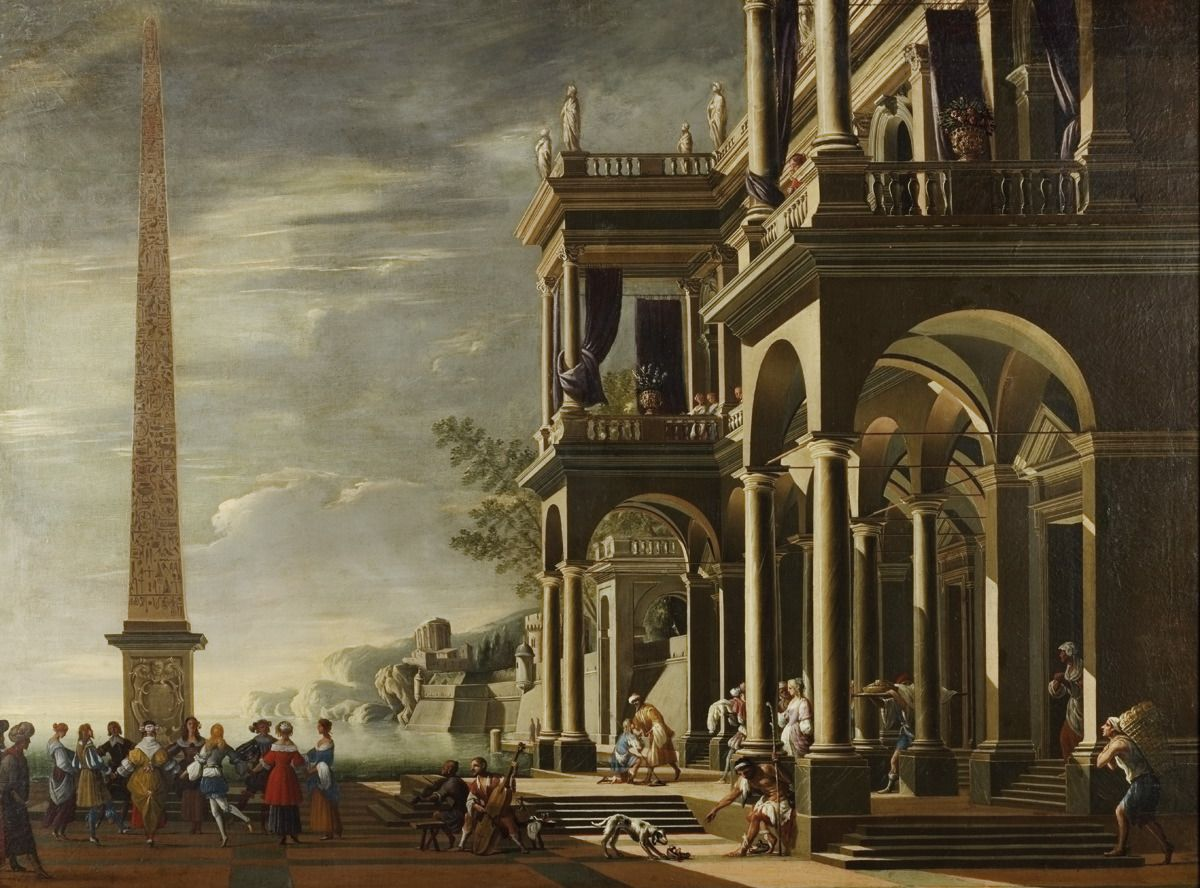
Capriccio, de

Primii practicanți ai genului care l-au făcut popular la mijlocul secolului al XVII-lea Roma au fost Alessandro Salucci⁠(d) și Viviano Codazzi⁠(d). Acești artiști reprezintă două abordări diferite ale genului: capricii-le lui Codazzi au fost mai realiste decât cei ai lui Salucci, care a dat dovadă de mai multă creativitate și libertate în abordarea sa prin reamenajarea monumentelor romane pentru a se potrivi obiectivelor sale compoziționale. Frescele în „cuadratură” ale lui Agostino Tassi⁠(d) și vederile urbane ale lui Claude Lorrain și Herman van Swanevelt⁠(d), pe care le-a văzut la Roma, l-au stimulat pe Viviano Codazzi să înceapă să picteze capricci.
Un susținător bine cunoscut al capriccio-ului a fost artistul Giovanni Paolo Pannini⁠(d) (1691–1765). Acest stil a fost extins în anii 1740 de Canaletto în vedute ideali și în lucrările lui Piranesi și ale imitatorilor săi.
Exemplele ulterioare includ Un tribut lui Sir Christopher Wren și Visul unui profesor de Charles Robert Cockerell⁠(d) și 1818 Clădiri publice și private din 1818 realizate de Sir John Soane a lui Joseph Gandy. Artistul Carl Laubin a pictat o serie de capricci moderne ca omagiu adus acestui tip de lucrări.

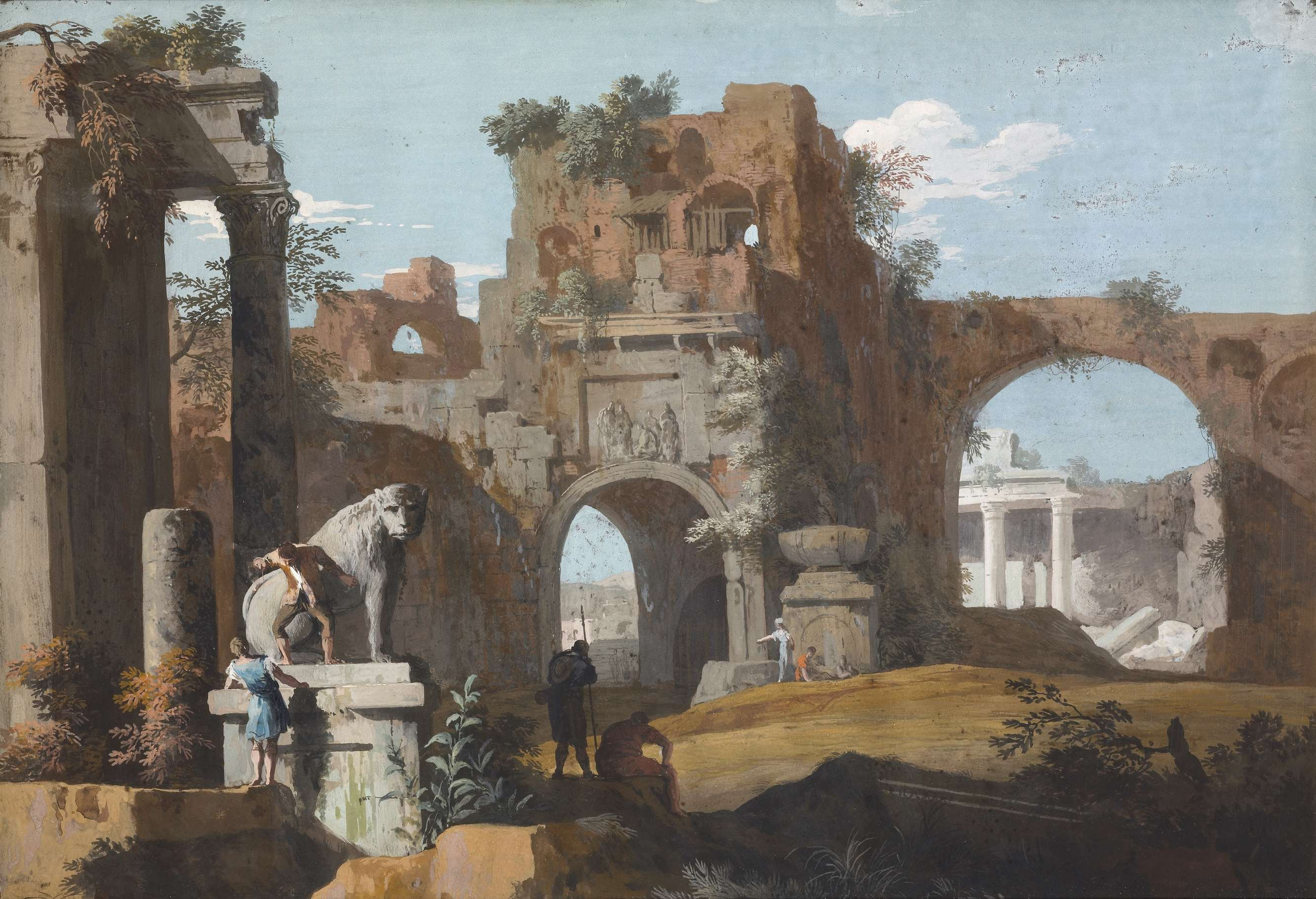
Peisaj clasic cu ruine, c. 1725, de

Alte expansiuni fantastice pot fi văzute în Capricci, o serie influentă de gravuri de Gianbattista Tiepolo, care a redus elementele arhitecturale la bucăți de statui și ruine clasice, printre care grupuri mici formate dintr-o distribuție de figuri exotice și elegante de soldați, filosofi și tineri frumoși care își văd de treburile lor enigmatice. Niciun titlu individual nu ajută la explicarea acestor lucrări; starea de spirit și stilul sunt totul. O serie ulterioară s-a numit Scherzi di fantasia – „Schițe fantastice”. Fiul său, Domenico Tiepolo⁠(d), a fost printre cei care au imitat aceste imprimeuri, folosind adesea termenul în titluri.
Seria de optzeci de gravuri Los Caprichos⁠(d) a lui Goya și ultimul grup de gravuri din seria sa Dezastrele războiului, pe care l-a numit „caprichos enfáticos” („capricii emfatice”), sunt departe de spiritul fanteziei ușoare pe care termenul îl sugerează de obicei. Ele preiau formatul lui Tiepolo al unui grup de figuri, acum extrase din viața spaniolă contemporană, și sunt o serie de satire sălbatice și comentarii asupra absurdității sale, multe explicate doar parțial prin titluri scurte. Somnul rațiunii naște monștri este cel mai cunoscut.

## Artiști de seamă ai stilului capriccio

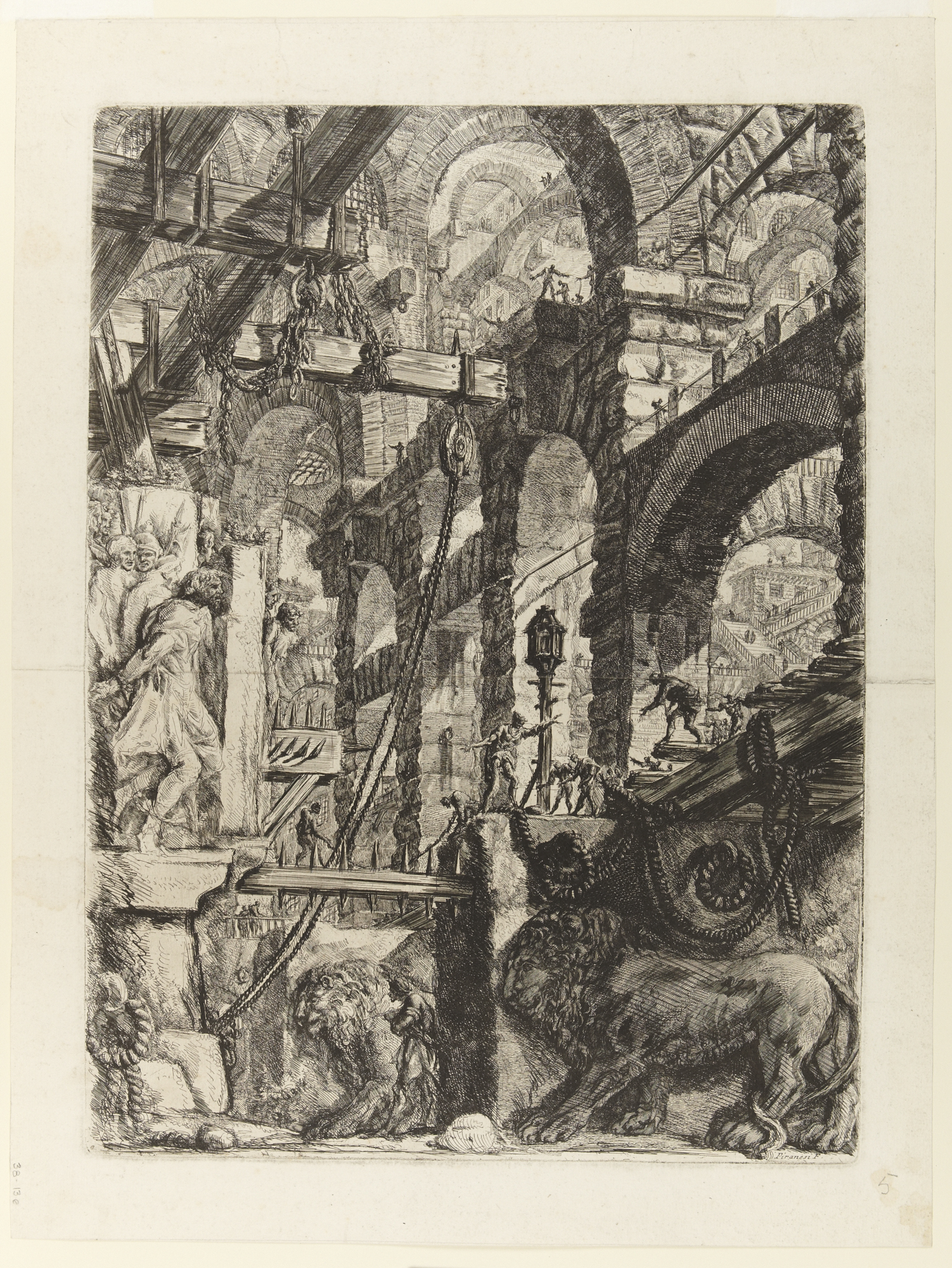
Giovanni Battista Piranesi, ', ediția a 2-a, 1761, #5 Basoreliefurile leului

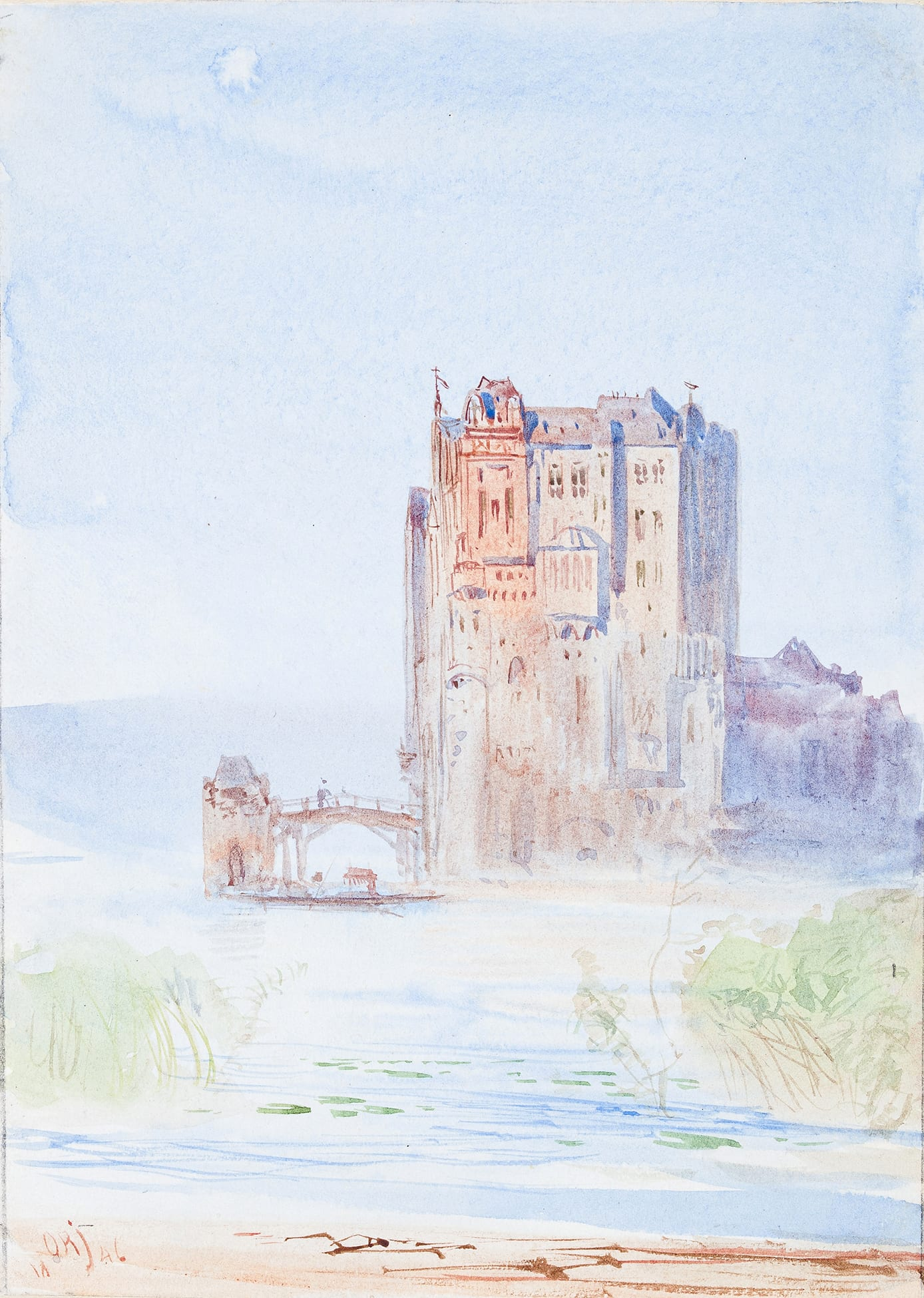
Castel lângă un lac (1846), un capriccio cu cerneală și acuarelă de

- Pietro Capelli⁠(d)
- Charles-Louis Clérisseau⁠(d)
- Leonardo Coccorante⁠(d)
- Viviano Codazzi⁠(d)
- Domenico Gargiulo⁠(d)
- Giovanni Ghisolfi⁠(d)
- Gennaro Greco⁠(d)
- Francesco Guardi
- Ascanio Luciano⁠(d)
- Pietro Paltronieri⁠(d)
- Giovanni Paolo Panini⁠(d)
- Giovanni Battista Piranesi
- Hubert Robert⁠(d)
- Marco Ricci⁠(d)
- Alessandro Salucci⁠(d)